# TbG (Zuggattung)
„TbG“ wurde bei der Deutschen Reichsbahn als Abkürzung für die Zuggattung Triebwagen mit beschränkter Gepäckbeförderung verwendet. In diesen Triebwagen durfte nur aufgegebenes Reisegepäck, nicht aber Expressgut oder Eilgut befördert werden. Die zuständige Reichsbahndirektion konnte Ausnahmen zulassen.